# Henri Agasse

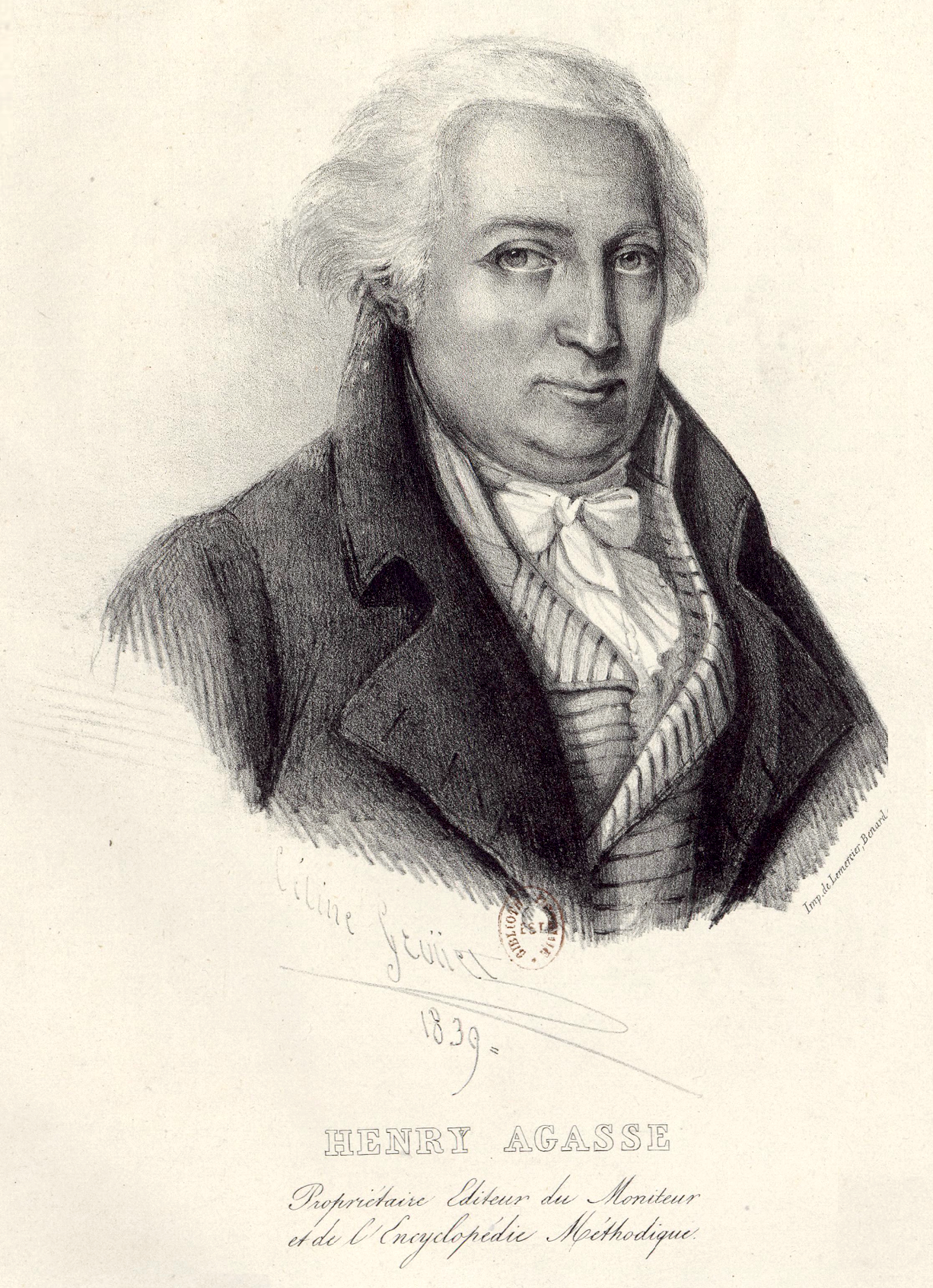
Henri Agasse

Henri Agasse de Cresne (París, 14 de abril de 1752, ibidem, 1 de mayo de 1813) fue un librero y editor francés, conocido principalmente porque, en sociedad con su suegro, Charles-Joseph Panckoucke, publicó la Encyclopédie méthodique, una vasta obra que reorganizó por materias los contenidos de L'Encyclopédie de Diderot y d'Alembert, a la vez que pretendió corregirlos y ampliarlos. Panckoucke se retiró en 1794 y le traspasó todos sus negocios. A partir de ese año,  Agasse se hizo cargo de todos los proyectos editoriales, los que continuó también tras la muerte de su socio en 1799, asumiendo tanto la edición e impresión de la enciclopedia como también la responsabilidad de las entregas a los suscriptores. A su vez, cuando él falleció, su esposa, Antoinette-Pauline Agasse, hija de Panckoucke, tomó el relevo, llegando en 1832 a completar 157 volúmenes de texto y 5943 láminas.

## Trabajo como editor
Aparte de su importante colaboración en la edición de la enciclopedia, Henri Agasse editó otras obras notables. Entre ellas destaca un clásico de la historia de las matemáticas escrito por Jean-Étienne Montucla y completado por Joseph Lalande, Histoire des mathématiques.